# Birmania en los Juegos Paralímpicos de Toronto 1976
Birmania estuvo representada en los Juegos Paralímpicos de Toronto 1976 por cuatro deportistas masculinos.

## Medallistas
El equipo paralímpico birmano obtuvo las siguientes medallas:
| Nombre       | Deporte   | Evento             |
| ------------ | --------- | ------------------ |
| Oro          |           |                    |
| Hgwe Mg Tin  | Atletismo | 100 m C1 masculino |
| Plata        |           |                    |
| Than Mg Aung | Atletismo | 100 m C1 masculino |
| Bronce       |           |                    |
| Win Mg Tin   | Atletismo | 100 m C masculino  |